# Criollo beliceño
El criollo beliceño (Kriol), es una lengua criolla que cuenta con unos 70 000 hablantes nativos en Belice. Además, contando a quienes lo hablan como segunda lengua, es utilizado por un 70 % de los habitantes de Belice, donde constituye la lingua franca. También es hablado en la diáspora de beliceños en el Caribe de Nicaragua y Estados Unidos   
El kriol era hablado exclusivamente por los criollos de Belice, de origen africano y británico. Sin embargo, hoy lo hablan muchos garífunas, mestizos, mayas y otros grupos étnicos, al menos como segunda lengua.